# Shiftago
Shiftago ist ein abstraktes und strategisches Brettspiel für zwei bis vier Personen aus dem Jahr 2016 von Frank Warneke und Robert Witter. Das Spiel erschien beim Verlag WiWa Spiele und wurde 2017 auf die Empfehlungsliste zum Spiel des Jahres aufgenommen.

## Thema und Ausstattung
Bei dem Spiel handelt es sich um ein abstraktes Strategiespiel, bei dem die Spieler auf einem Spielfeld von 7 mal 7 Feldern eine festgesetzte Anzahl von Kugeln in eine horizontale, vertikale oder diagonale Reihe bringen müssen. Dabei sind drei Spielvarianten mit unterschiedlichem Schwierigkeitsgrad vorhanden, die aufeinander aufbauen: Shiftago Express, Shiftago Expert und Shiftago Extreme.
Das Spielmaterial besteht neben der Spieleanleitung aus:
- einem Spielfeld mit einem Raster von 7 mal 7 Feldern,
- je 22 Glaskugeln in vier Farben (orange, grün, blau, weiß),
- vier roten Markern und
- vier Merkblättern mit den Kurzregeln des Spiels und der Zählleiste.

Von der Spielweise ähnelt es dem Spiel Abalone, bei dem ebenfalls Kugeln auf einem Feld verschoben werden müssen, das Spielziel ist allerdings vergleichbar mit dem von Vier gewinnt und ähnlichen Spielen.

## Spielweise
Alle drei Varianten des Spiels teilen den gleichen Spielmechanismus und die gleichen Grundregeln. Dabei wird das Spielfeld in die Spielmitte gestellt und die Spieler erhalten jeweils alle Kugeln einer Farbe sowie eines der vier Merkblätter mit einem Marker.
Beginnend mit einem Startspieler spielen die Mitspieler im Uhrzeigersinn nacheinander jeweils einen Zug. Dabei schieben sie jeweils eine ihrer Kugeln in ein beliebiges Randfeld der vier Seiten in eine Bahn ein. Liegen in dieser Bahn bereits Kugeln, werden sie durch die neue Kugel entlang der Bahn um ein Feld geschoben. Sobald eine Bahn mit sieben Kugeln vollständig gefüllt ist, darf in diese Bahn keine Kugel mehr geschoben werden, es werden also niemals Kugeln aus dem Spielfeld herausgeschoben. Grundsätzlich gilt die Regel „Berührt, geführt“ – der Spieler muss eine Kugel also, sobald sie die Spielfläche oder eine andere Kugel berührt, an dieser Stelle einschieben.

### Shiftago Express
Shiftago Express ist die Basisvariante des Spiels. Die Spielvorbereitungen und der Spielmechanismus entsprechen den allgemeinen Regeln und die Spieler versuchen, durch das Einschieben ihrer Kugeln fünf (bei zwei Spielern) oder vier (bei drei und vier Spielern) Kugeln in eine durchgehende Reihe zu bekommen. Als Reihe gelten dabei horizontal, vertikal und diagonal benachbarte Felder, die nicht abknicken dürfen.
Gewinner ist der Spieler, der zuerst nach dem Einschieben einer eigenen Kugel eine vollständige Reihe in seiner Spielfarbe vorweisen kann. Das Spiel endet unentschieden, wenn alle Kugeln verbraucht oder das Spielfeld vollständig mit Kugeln belegt ist. In einem Turnier gewinnt der Spieler, der zuerst 10 Runden des Spiels gewonnen hat, dabei werden gewonnene Spiele auf dem Merkblatt mit dem Markerstein markiert.

### Shiftago Expert

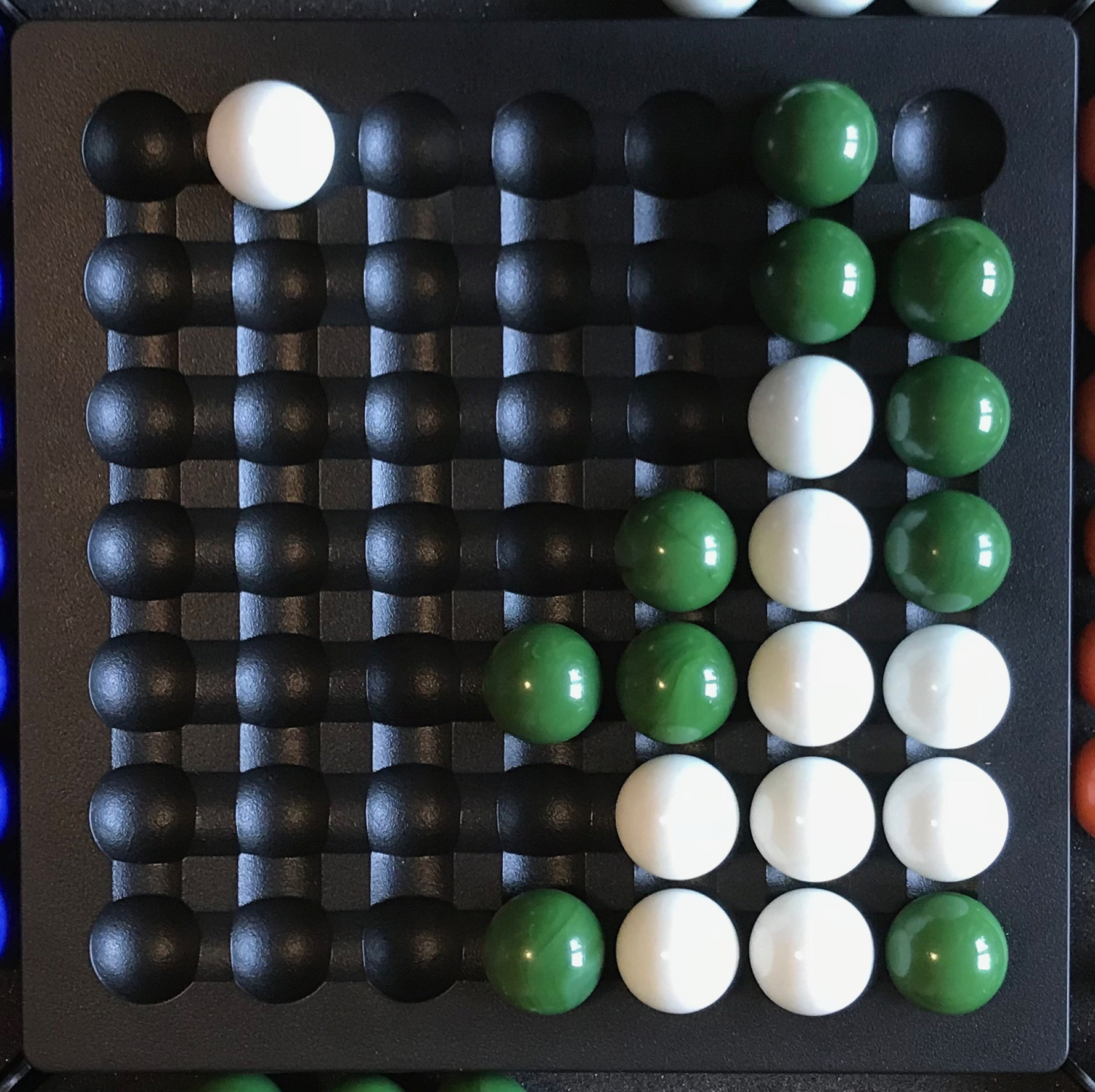
Spielsituation im Brettspiel Shiftago: Weiß hat fünf Kugeln in einer Reihe (2 Punkte) …

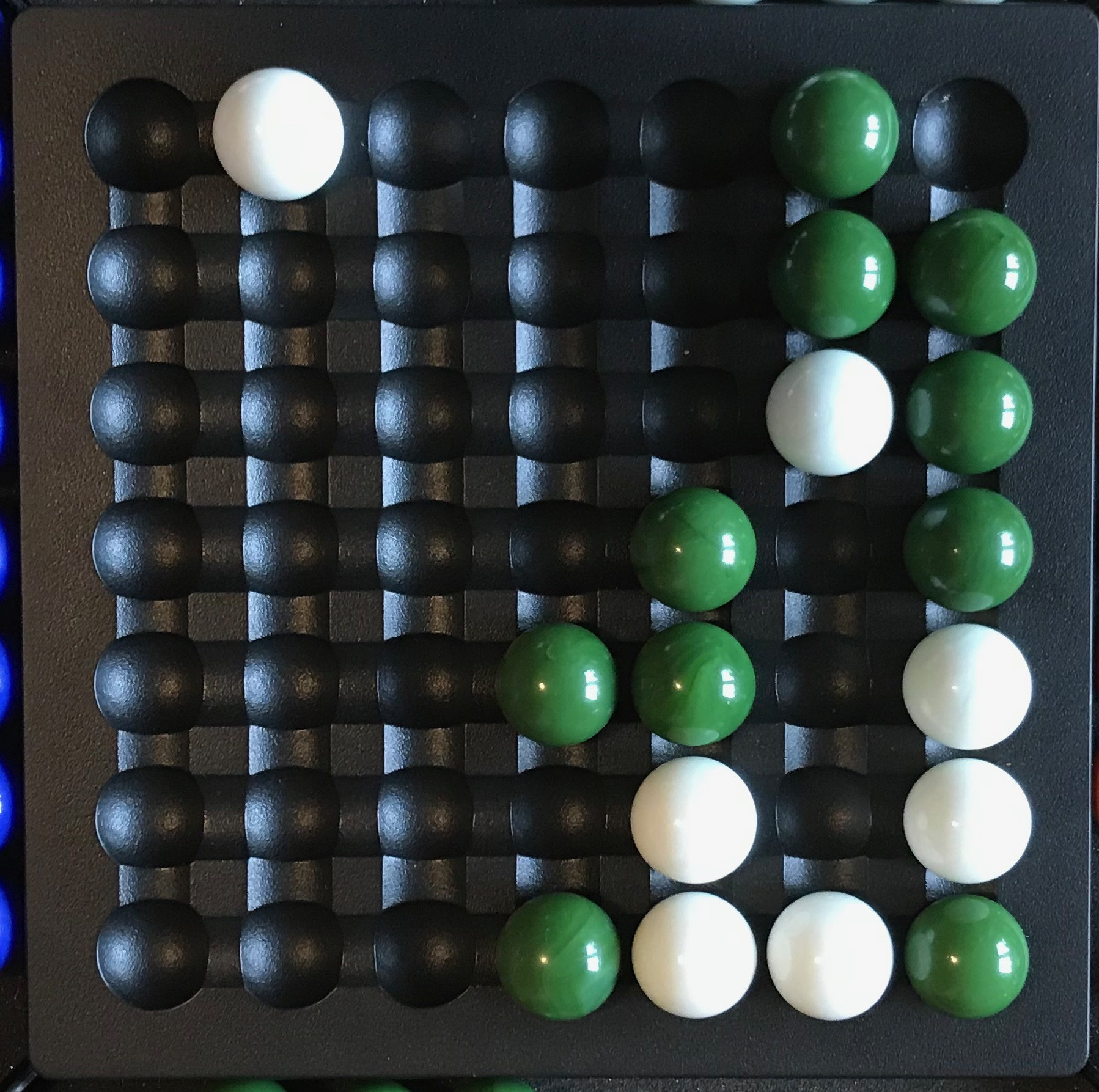
… und entfernt nach der Wertung die mittleren drei Kugeln

Shiftago Expert baut auf die Variante Shiftago Express auf. Hierbei versuchen die Spieler nicht, zum Gewinnen eine feste Anzahl von Kugeln in eine Reihe zu bekommen. Stattdessen erhalten sie für Kugelreihen ab fünf (2 Spieler) bzw. vier (3 und 4 Spieler) Kugeln Punkte. Gewinner ist der Spieler, der zuerst 10 Punkte erreicht. Eine vollständige Reihe mit sieben Kugeln zählt direkt 10 Punkte und beendet somit das Spiel.
In dem Spiel erhalten die Spieler Punkte für jede ununterbrochene Kugelreihe  ihrer Spielerfarbe, die nach dem eigenen Zug auf dem Feld liegt. Dabei wertet ein Spieler immer nur eine Punktereihe, auch wenn er im gleichen Zug mehrere bilden konnte. Zur Wertung wird die entsprechende Kugelreihe ausgewählt und alle Kugeln der Reihe mit Ausnahme der beiden äußeren (2 Spieler) oder einer der beiden äußeren (3 und 4 Spieler) werden vom Spielfeld entfernt. Der Spieler bekommt die entsprechende Punktezahl für die Wertung und markiert diese auf seinem Merkblatt. Danach ist der entsprechende Spieler ein weiteres Mal am Zug.
Das Spiel endet nach dem Zug, in dem ein Spieler mindestens 10 Punkte hat, oder mit dem Zug, in dem ein Spieler keine Kugel mehr zum Einschieben besitzt. Im zweiten Fall gewinnt der Spieler, der die meisten Punkte markiert hat, oder es endet unentschieden bei Punktegleichstand.

### Shiftago Extreme
Shiftago Extreme entspricht der Variante Shiftago Expert, unterscheidet sich jedoch in der Wertung der Kugelreihen. Dabei werden in dieser Variante bereits Kugelreihen ab vier (2 Spieler) bzw. drei (3 und 4 Spieler) Kugeln gewertet, die jedoch Null Punkte einbringen. Auch hier muss der Spieler entsprechend den Regeln von Shiftago Expert Kugeln entfernen und hat danach einen weiteren Zug. Damit können Null-Wertungen strategisch für Zugfolgen genutzt werden, die höhere Punktezahlen bedeuten.

## Entwicklung und Rezeption
Das Spiel Shiftago wurde von Frank Warneke und Robert Witter entwickelt und erschien 2016 zu den Internationalen Spieltagen 2016 in Essen bei deren Eigenverlag WiWa Spiele mit multilingualer Spieleanleitung auf Deutsch, Englisch, Französisch, Italienisch und Spanisch.
Es wurde 2017 auf die Empfehlungsliste zum Spiel des Jahres aufgenommen. Zudem wurde es für den MinD-Spielepreis 2017 in der Kategorie "kurze Spieldauer" nominiert und erzielte hier den zweiten Platz. Des Weiteren hat Shiftago den Deutschen Lernspielpreis 2016 gewonnen.

## Belege
1. 1 2 3 4 5 6 7 8 9 10 11 12  Spieleanleitung Shiftago auf wiwa-spiele.com
2. ↑  Versionen von Shiftago in der Spieledatenbank BoardGameGeek (englisch); abgerufen am 28. Januar 2018.
3. ↑  Shiftago auf der Website des Spiel des Jahres e.V.; abgerufen am 28. Januar 2018.